# Tistersöarna
Tistersöarna är en ögrupp i Lule skärgård, nordväst om Fjuksön och nordost om Sigfridsön. Ögruppen består av fem öar: Sör-Tistersön, Norr-Tistersön, Husören, Sörön och Lövören. Förutom dessa öar finns några mindre holmar.
Tistersöarna har fått sitt namn av ordet "tistron" som är ett lokalt namn på vinbär. Det växer vilda svarta vinbär på öarna.